# دانتي مارش
دانتي مارش (بالإنجليزية: Dante Marsh)‏ هو لاعب كرة قدم أمريكية ولاعب كرة القدم الكندية أمريكي، ولد في 26 فبراير 1981 في أوكلاند في الولايات المتحدة.